# Tsingymantis antitra
Tsingymantis antitra es una especie de anfibio anuro de la familia Mantellidae y única representante del género Tsingymantis.

## Distribución geográfica y hábitat
Es endémica de la reserva especial de Ankarana (Madagascar). Su rango altitudinal oscila entre 50 y 117 m s. n. m..